# コヒーレントポテンシャル近似
コヒーレントポテンシャル近似（コヒーレントポテンシャルきんじ、英: coherent potential approximation、CPA） は1967年に P. Sovenが考案したバンド計算手法のことである。
ポテンシャルがランダムな系（例：不規則二元合金、原理上三元以上でも計算可能）の電子状態を計算するための手法であり、電子の散乱理論を基にして電子状態を求める KKR-CPA法が最もよく使われる。これは、KKR法をランダムな系に対応させるためCPAを導入したものである。
他に、タイトバインディング法によるCPA (TB-CPA) もある。